# Hốc
Hốc, tên khoa học Dendrocalamus hamiltonii, là một loài thực vật có hoa trong họ Hòa thảo. Loài này được Nees & Arn. ex Munro mô tả khoa học đầu tiên năm 1868.